# 香港中文大學校友會聯會陳震夏中學
香港中文大學校友會聯會陳震夏中學（英語：CUHKFAA Chan Chun Ha Secondary School）為香港一所位於沙田區馬鞍山新市鎮的津貼中學，於2000年創立。
此校主要錄取沙田區的學生，但由於九龍城區中學學額不足，部分學額亦撥予該區。

## 歷史
此校於1999年由香港中文大學校友會聯會向政府申辦，有關申請於同年8月得到批准，並獲分配現時的校舍。至2000年8月，校舍正式交付，隨後於9月正式開辦。由於此校獲陳震夏慈善信託基金捐款贊助，因此命名為「陳震夏中學」。
此校自創辦起，曾一度與同系的張煊昌學校結為聯繫學校，再於2003年升格為「一條龍學校」，該校的小六學生可直接升讀此校中一。然而，此結龍關係已於2014年起解除。

## 校舍
此校位於頌安邨內，為一座採用早期設計的中學千禧校舍，佔地5,630平方米，設有30間課室及各種特別室。校舍由祥興建造有限公司承建，於2000年完工。
值得一提的是，此校連同另外3間中學及2間小學，為全港首批動工的千禧校舍，於1999年1月動工。

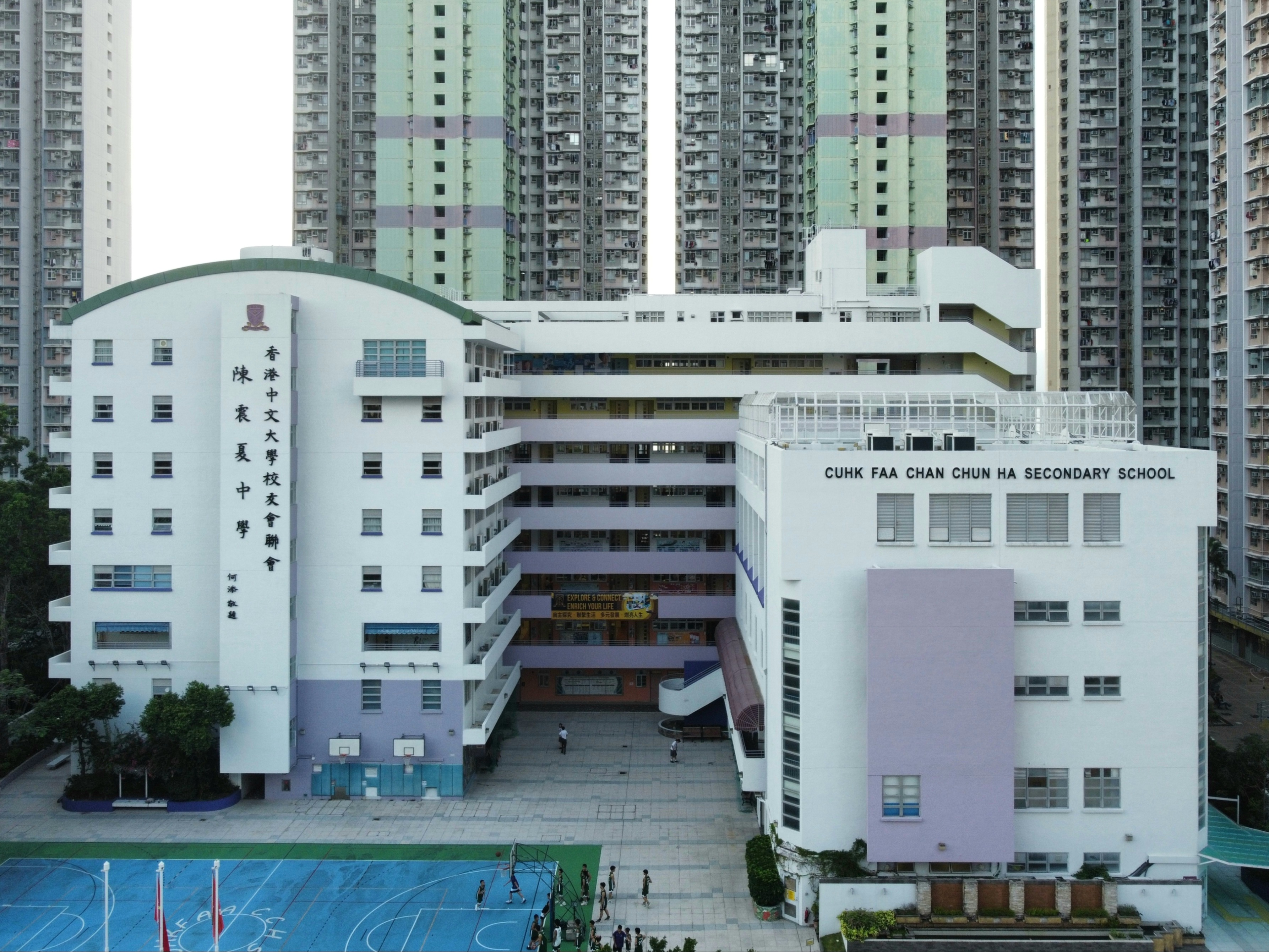
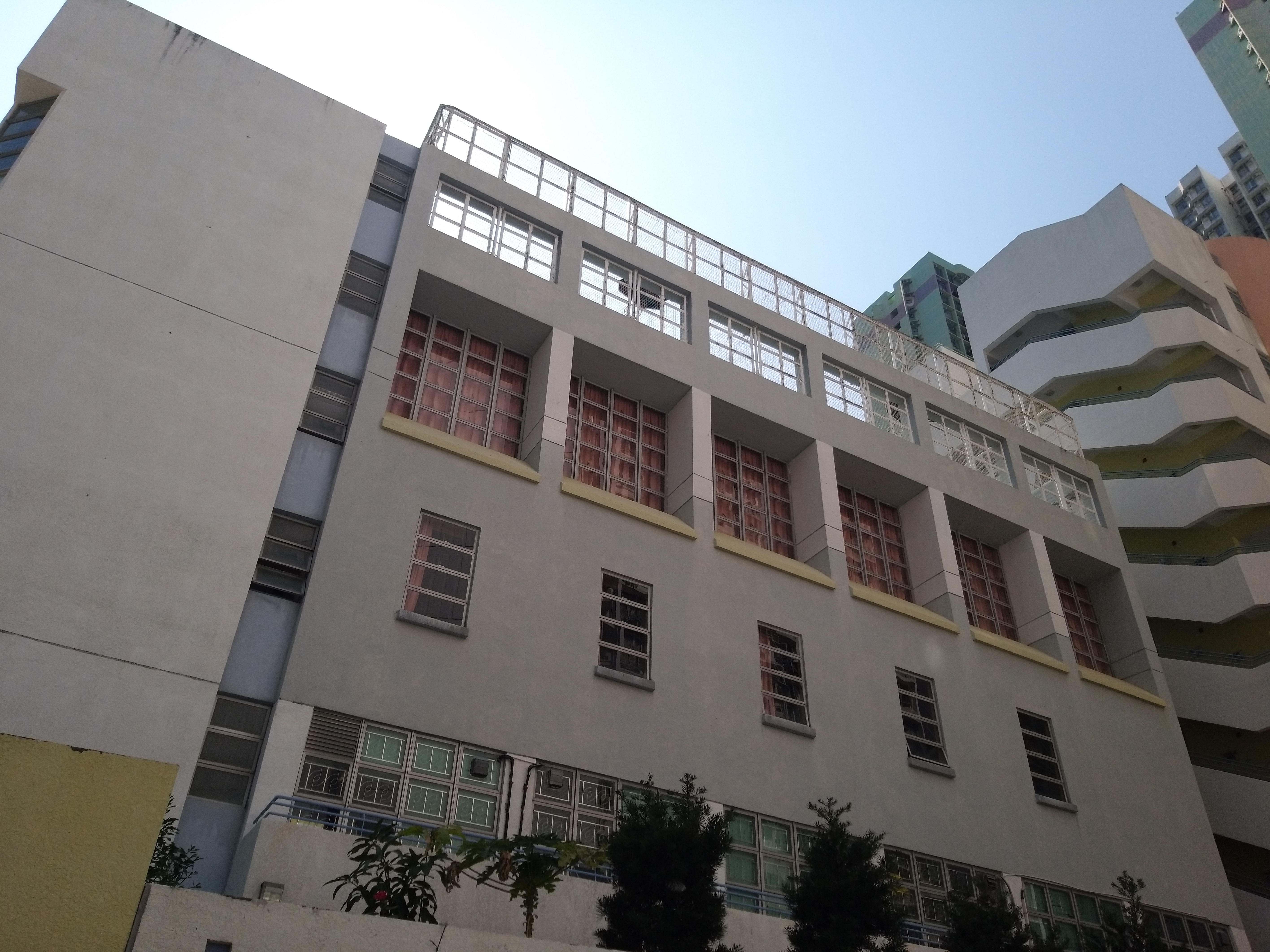
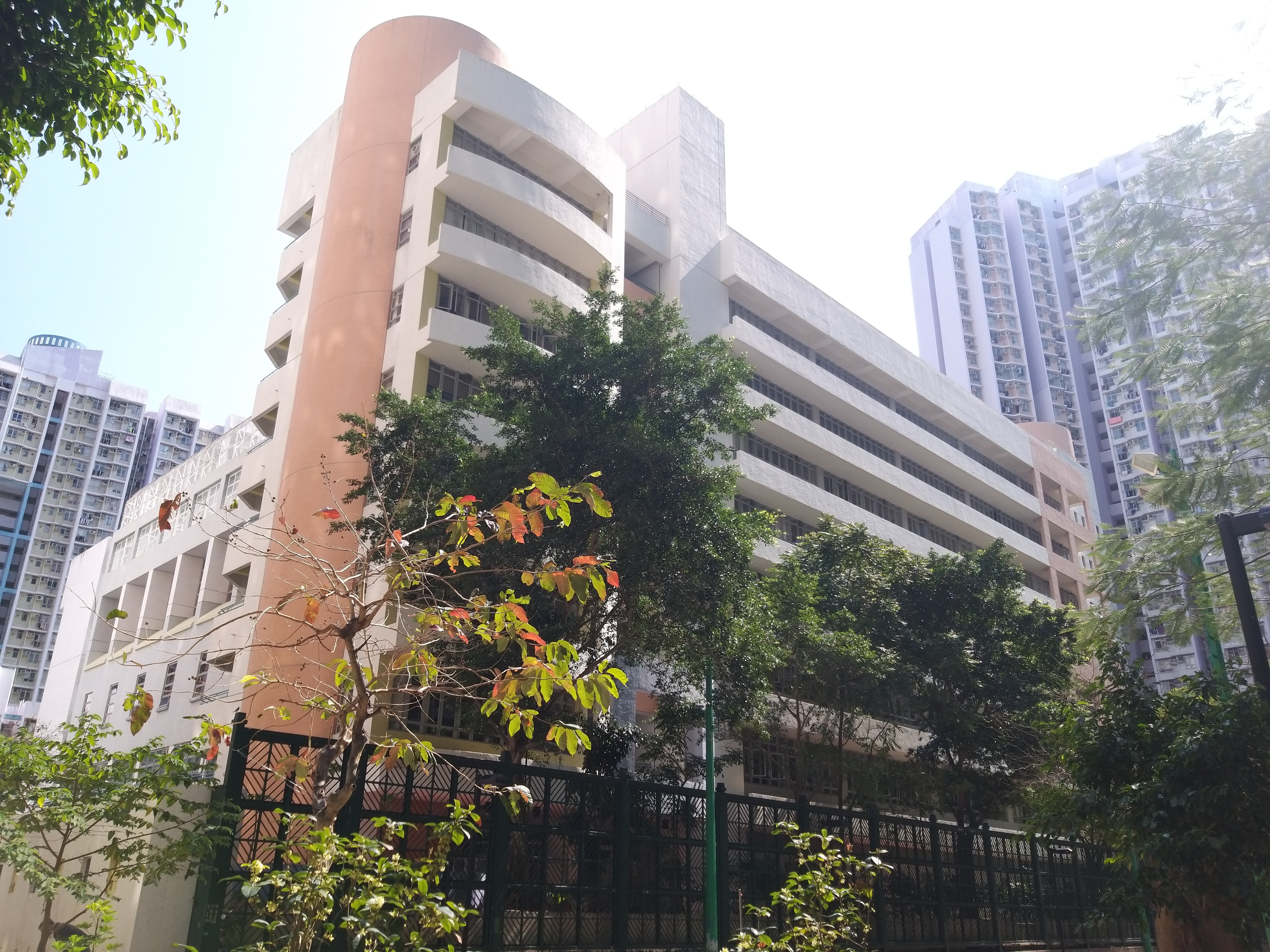

此校亦是區議會錦濤選區的指定投票站。

## 歷任管治人員

### 校監
- 李金鐘先生（2000年-2001年，創校校監）
- 劉世鏞先生（2001年-2017年）
- 林曉峰博士（2017年-2020年）
- 吳遠興先生（2020年-2023年）
- 歐陽汝穎女士（2023年起，現任校監）

### 校長
- 周厚峰先生（2000年-2019年，創校校長）
- 何淑妍女士（2019年起，現任校長）

## 軼事及事件
- 在2021年立法會選舉當中，選舉事務處被揭發誤將此校及鄰近另一票站的選民，編配至錯誤的投票站投票。事後，受影響選民已獲發更正版的投票通知卡[10]。

## 著名人物

### 教師
- 曾燕紅：香港首位成功登上珠穆朗瑪峰的女性，曾於2017年及2021年兩度攀登珠峰[11]

### 校友
- 葉振弘（2018年中六畢業）：ViuTV男藝人
- 林正峰（2013年中六畢業）：無綫電視男藝人[12]
- 鄧超萌（2009年中五畢業）：香港賽艇運動員[13]
- 嚴瀚祺（2009年中七畢業）：歌手，曾先後參與《超級巨聲4》及《全民造星》第一季，並曾出任此校校友會副會長
- 鍾銘倫：社運人士，化名為「中出羊子」

## 註解
1. ↑  2022/23年度[1]
2. ↑  2022/23年度[1]
3. ↑  2022/23年度[2]
4. ↑  另外五間學校包括大角嘴天主教小學（海帆道）、油蔴地天主教小學（海泓道）、香港管理專業協會李國寶中學、官立嘉道理爵士中學（西九龍）及德信中學。

## 外部連結
- 香港中文大學校友會聯會陳震夏中學官方網頁 （页面存档备份，存于）